# Misaki (Okayama)
Pour les articles homonymes, voir Misaki.
Misaki (美咲町, Misaki-chō) est un bourg du district de Kume, dans la préfecture d'Okayama, au Japon.

## Géographie

### Démographie
Au 1er février 2015, la population de Misaki s'élevait à 14 761 habitants répartis sur une superficie de 232,17 km2.

## Histoire
La création de Misaki date de 2005 après la fusion des bourgs d'Asahi, Chūō et Yanahara.